# Partido Popular Librepensador
El Partido Popular Librepensador (en alemán: Freisinnige Volkspartei, FVp), también denominado a veces como Partido Popular Radical, fue un  partido político izquierdista y liberal en el Imperio alemán, fundado como resultado de una escisión del Partido Librepensador Alemán en 1893.
Uno de sus miembros más notables fue Eugen Richter, quien fue líder del partido desde 1893 hasta 1906. El partido abogó por la parlamentarización del Imperio, así como por una reforma al sistema electoral que en aquel entonces regía en Alemania, mediante una distribución más equitativa de los distritos electorales. En las elecciones parlamentarias de 1907, formó parte de la alianza electoral conocida como Bloque Bülow, que agrupaba a los partidos políticos partidarios del canciller Bernhard von Bülow.
El 6 de marzo de 1910 se fusionó con la Unión Librepensadora (FrVgg) y el Partido Popular Alemán (DtVP) para formar el Partido Popular Progresista (Fortschrittliche Volkspartei, FVP).